# 弘南バス黒石営業所
| 黒石営業所のデータ |                        |
| バス事業者         | 弘南バス （←弘南鉄道） |
| 所在地             | 黒石市富士見113番地    |
| 所管路線数         | 9路線                  |
| 開所日             | 1940年6月6日           |

弘南バス黒石営業所（こうなんバスくろいしえいぎょうしょ）は、青森県黒石市にある弘南バスの営業所である。

## 沿革
- 1940年6月6日 - 旧・尾上銀行前に車庫・待合所を建設し、東部発着所を開設。
- 1943年9月 - 東部発着所を黒石営業所へ改組。
- 1951年 - 黒石営業所を現在の黒石市一番町へ移転。
- 1960年8月 - 組織改正により黒石営業所を黒石支所（弘前営業所所管）に降格。
- 196x年 - 黒石支所を黒石営業所へ復帰。
- 197x年 - 黒石営業所を黒石市富士見へ移転。
- 2023年5月10日 - 黒石駅前案内所を閉鎖[1]。

## 所管路線

### 黒石 - 板留 - 虹の湖公園
- 黒石営業所 - ぐみの木 - 黒石駅前 - 浜町（復路：一番町 - 黒石市役所前） - 山形町 - りんご試験場前 - 牡丹平 - 花巻 - 温湯 - 津軽伝承工芸館 - 落合温泉入口 - 板留 - ダム資料館前（冬期：資料館入口） - 虹の湖公園前 - 青荷温泉入口 - 虹の湖温泉 - 小国 - 虹の湖温泉 - 昭和平温泉 - 葛川 - （切明 - ）一本木 - 平六 - 善光寺平入口 - 温川山荘前 - 温川
  - 1923年 - 山形バス（山形乗合自動車商会）が「黒石 - 板留線」の運行開始。
  - 1941年3月4日 - 山形バスの買収に伴い、弘南鉄道自動車部へ「黒石 - 板留線」の運行を移管。
  - 1941年4月17日 - 弘南鉄道から自動車部の分離再編に伴い、「黒石 - 板留線」の運行を弘前乗合自動車（現・弘南バス）へ移管。
  - 1949年7月24日 - 板留 - 一の渡間の路線延長。
  - 1998年 - 道の駅虹の湖開設に伴い、「黒石 - 板留線」の一部を「虹の湖公園前」まで延長。
  - 2008年4月1日 - 「黒石 - 温川線」の運行本数を4往復から2往復に減便し、「黒石 - 板留線」「黒石 - 虹の湖公園線」を各1往復増発する。
  - 2022年12月1日 - 「黒石 - 温川線」を廃止。また「黒石 - 虹の湖公園線」は冬期間の板留 -虹の湖公園間運休となる。
- 青荷温泉へは「虹の湖公園前」で下車し、シャトルバスにのりかえ（1日5本、内1本は要予約）。

### 黒石 - 大川原線
- 黒石営業所 - ぐみの木 - 黒石駅前 - 浜町（復路：一番町 - 黒石市役所前） - 山形町 - りんご試験場前 - 牡丹平 - 花巻 - 温湯 - 津軽伝承工芸館 - 落合温泉入口 - 板留 - 落合温泉入口 - 中野神社前 - 黒森 - 大川原温泉
  - 1953年 - 運行開始。

### 板留 - 南高校線
- 板留 - 落合温泉入口 - 津軽伝承工芸館 - 温湯 - 花巻 - 牡丹平 - りんご試験場前 - 山形町 - 黒石市役所前 - 一番町 - 黒石駅前 - 浜町 - 黒石市役所前 - 追子の木 - 田舎館 - 畑中 - 日沼 - 境関 - 高崎二丁目 - 和徳東口 - 代官町 - 下土手町② - 本町 - 弘前高校前 - 桔梗野 - 緑ヶ丘 - 高等技術専門校前 - ゴールドパック前 - 清水三丁目 - 南高校前
  - 「板留 - 南高校線」は、土日祝日に運休し、土日祝日に黒石駅前 - 弘前バスターミナル間の区間便を運行。

### 弘前 - 黒石・大川原線 （日沼経由）
共管先である和徳車庫を参照のこと。
地域間幹線系統確保維持費国庫補助金 対象路線。

### 黒石 - 弘前線 （高田経由）
和徳車庫と共管（聖愛高校線を除く）
- 黒石駅前 - ぐみの木 - 緑ヶ丘団地 - 馬場尻 - 高田 - 東光寺 - 前田屋敷 - 八反田 - 畑中 - 大根子 - 豊蒔 - 撫牛子 - 和徳北口 - 代官町 - （復路のみ：中央通り一丁目 - 上土手町 - 弘前駅前） - 弘前バスターミナル
- 聖愛高校線：（代官町までは弘前バスターミナル行と同経路） - 上代官町 - 住吉入口 - 弘前大学前 - 三中校前 - 実業高校前 - 聖愛高校前

### 黒石 - 青森線
共管先である青森営業所を参照のこと。
地域間幹線系統確保維持費国庫補助金 対象路線。

### 黒石 - 高野線 （馬場尻経由）
※青森営業所が間合いで運行も有
- 黒石駅前 - ぐみの木 - 緑ヶ丘団地 - 馬場尻 - 小屋敷 - 飛内 - 浪岡高校前 - 浪岡事務所前 - 浪岡 - 浪岡病院前 - 浪岡駅前 - 国立青森病院前 - 樽沢 - 吉野田 - 上高野
  - 元々は五所川原営業所とを結ぶ路線であったが、全線を通しての利用客がほとんど無いことから、上高野バス停を境に系統分割された。

地域間幹線系統確保維持費国庫補助金 対象路線。

### 黒石 - 浪岡線 （本郷経由）
- （黒石病院前 ← 浜町 ← ）黒石駅前 - （復路のみ：一番町 - 黒石市役所前 - ）浜町 - 野添 - 商業高校前 - 上十川 - 赤坂 - 竹鼻 - 本郷十文字 - 北中野 - 浪岡事務所通り - 浪岡 - 浪岡病院前 - 浪岡駅前
  - 基本は黒石駅前 - 浪岡駅前間の運行であるが、平日のみ浪岡駅前発黒石病院行が運行される。以前は本郷発着や上十川発着も設定されていた。

地域間幹線系統確保維持費国庫補助金 対象路線。

### 黒石 - 尾上線 （高賀野経由）
和徳車庫と共管。
- 黒石営業所 - 黒石病院前 - 黒石駅前 - 浜町（復路：一番町 - 黒石市役所前） - 山形町 - 浅瀬石 - 高賀野 - 金屋 - 田中 - 尾上駅前
  - 1952年 - 「黒石 - 浅瀬石線」の運行開始。
  - 195x年 - 浅瀬石 - 高賀野 - 尾上間の路線延長。
  - 2002年5月21日 - 黒石市内線廃止に伴い、黒石営業所 - 黒石駅前間をぐみの木経由から黒石病院経由に変更（以前より尾上駅前発1本が黒石病院経由であった）。
    - 平日のみ運行[2]

地域間幹線系統確保維持費国庫補助金 対象路線。

### 黒石 - 川部線
- 黒石駅前 - 上町 - 黒石高校入口 - 境松 - 堂野前 - 福祉センター前（旧・前田屋敷駅最寄） - 前田屋敷 - 土矢倉 - 工業団地入口 - 川部駅前
  - 基本的に黒石駅前 - 川部駅前間の運行であるが、2022年3月31日（川部駅前行は春休み前）まで、1往復のみ黒石商業高校発着となっていた。なお、黒石商業高校発は、日祝・休校日には黒石駅前発となっていた。
  - 1998年10月1日 - 弘南鉄道黒石線廃止に伴い、列車代替として運行開始。ただし、運行開始日の10月1日は弘南バスのストライキで運休となり、実質的な運行は10月2日から開始された。
  - 2002年5月21日 - 運行本数を9往復から5往復に減便（通勤や通院の利用客が少なかったため、この改正で通学時間帯以外の午前便3往復を廃止した）。
  - 2015年4月1日 - 川部駅前発と黒石駅前発の最終便が休日運休となる。
  - 2022年4月1日 - 黒石商業高校の黒石高校への統合により、「黒石駅前 - 商業高校前」間が廃止[3]。
  - 2022年12月1日 - 川部駅前発18時台の最終便（土休日運休）を廃止し、7時台に振替（こちらも土休日運休）[4]。

## 運行受託路線

### 黒石市回遊バスぷらっと号
- 当該項目を参照のこと。

### 青森市市バス

#### 浪岡線市バス (空港経由)
- 当該項目を参照のこと。
  - 2014年10月1日 - 青森市企業局交通部から運行を委託。
  - 問い合わせ等の管理業務は弘南バス青森営業所が担当[5]する。。

## 設備
- 営業所庁舎
- 検修庫

## 廃止案内所
- 黒石駅前案内所
  - 2023年5月10日 - 閉鎖[1]。

## 廃止路線
- 運行受託路線

- - 『黒石こけし号』 無料シャトルバス
  - 新青森駅東口 - 黒石こみせ駅 - 温湯温泉 - 津軽伝承工芸館（ - 虹の湖公園）
  - 2010年12月4日 - 1日2往復の暫定運行を開始。
  - 2011年4月1日 - 1日3往復に増便し、内1往復は虹の湖公園まで延長運行。

- - 『津軽こけし号』
  - 新青森駅東口 - 津軽南地域(黒石市・平川市)
  - 2012年4月1日 - 金土日に1往復の運行。運賃は片道500円

- - 浪岡地区コミュニティバス
  - 2024年3月29日 - 廃止[6]。

## その他
- 経費削減策の一環として、回送便の見直しを行い、回送距離の低減を目的に弘前営業所所管の「弘前 - 浪岡線」と和徳車庫所管の「弘前 - 尾上線」の弘前行始発便と弘前発最終便を担当 している。
- 効率的な車両運用を図るため、弘前線の間合い運用で、和徳車庫所管の「桔梗野経由弘前駅 - 金属団地・桜ヶ丘線」と「弘前駅 - 学園町線」も担当している。